# Pierrefeu-du-Var
Ne doit pas être confondu avec Pierrefeu.
Pour les articles homonymes, voir Pierrefeu (homonymie).
Pierrefeu-du-Var est une commune française située dans le département du Var en région française Provence-Alpes-Côte d'Azur.

## Géographie

### Localisation
Commune située à 7 km de Cuers, 17 km de Hyères, 29 de la ville de Toulon et 94 de Marseille.

### Communes limitrophes
Les communes limitrophes sont  Collobrières, Cuers, Hyères, La Crau, La Londe-les-Maures et Puget-Ville.
| Puget-Ville | Puget-Ville      | Puget-Ville         |
| Cuers       | Pierrefeu-du-Var | Collobrières        |
| La Crau     | Hyères           | La Londe-les-Maures |

### Géologie et relief
La commune se situe à 150 mètres d'altitude et sa superficie est de 5 836 hectares. L'ouest de la commune est une vaste plaine viticole, appartenant à la dépression permienne qui s'étend de Toulon à Fréjus, en contournant le massif des Maures, qui occupe plus de 50 % de son territoire. Les sommets principaux sont : le Castellas (445 mètres), le Peyrol (350 mètres) et le Barry (149 mètres).
Site inscrit en 1943.
Le centre-ville est bâti à la fois sur le premier contrefort du massif des Maures (colline de Sainte-Croix) et sur la vallée qui s'étend a son pied. L'agglomération a ensuite débordé vers la colline de Saint-Michel, le vallon de Sigou et les collines alentour, avant de descendre à partir de la fin des années 90 sur les plaines entre l'hôpital et le camping, qui constitue aujourd'hui avec le récent complexe sportif du Pas de Garenne, la limite est de la ville.

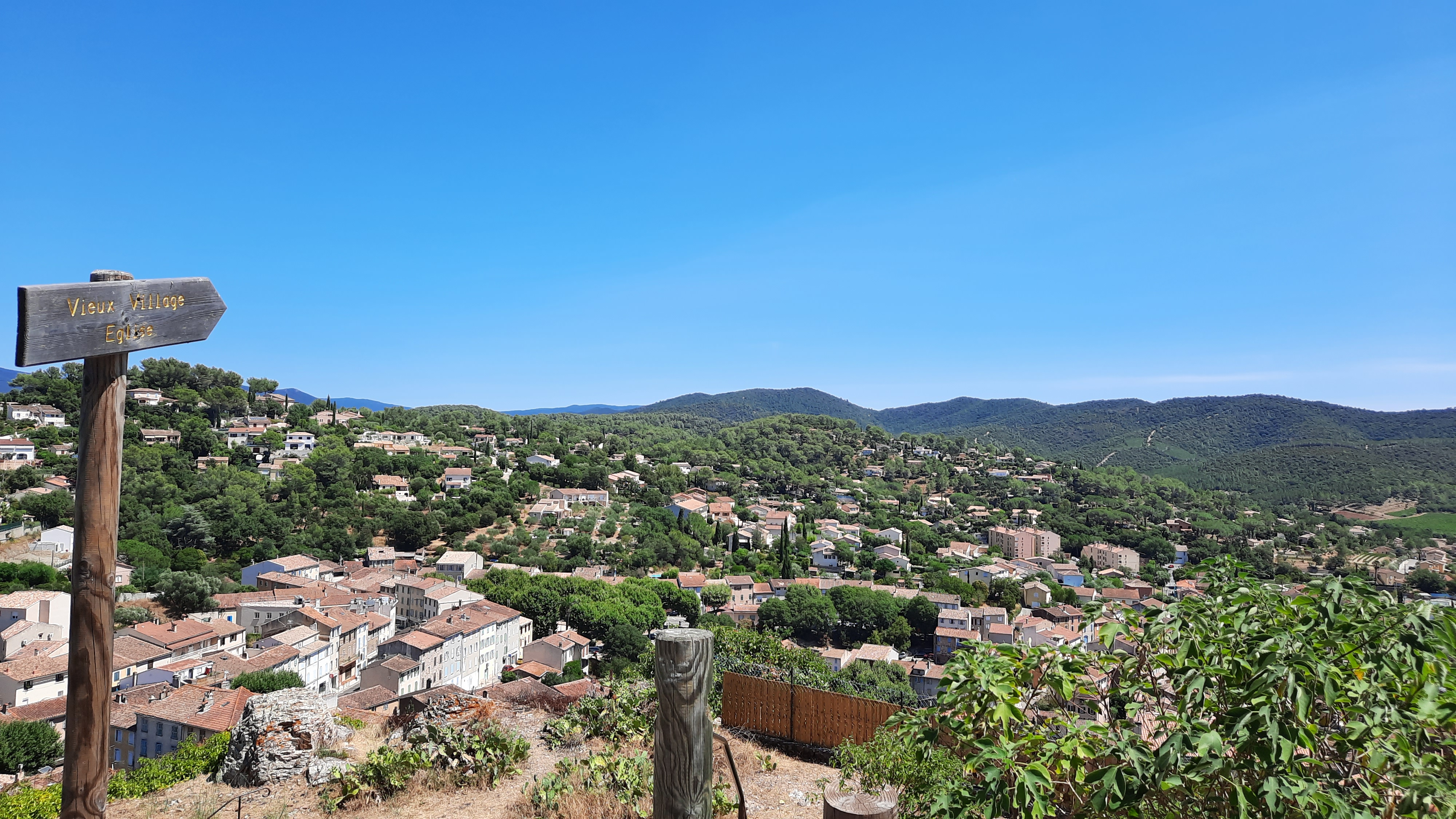
Vue du village depuis le site de Sainte-Croix.
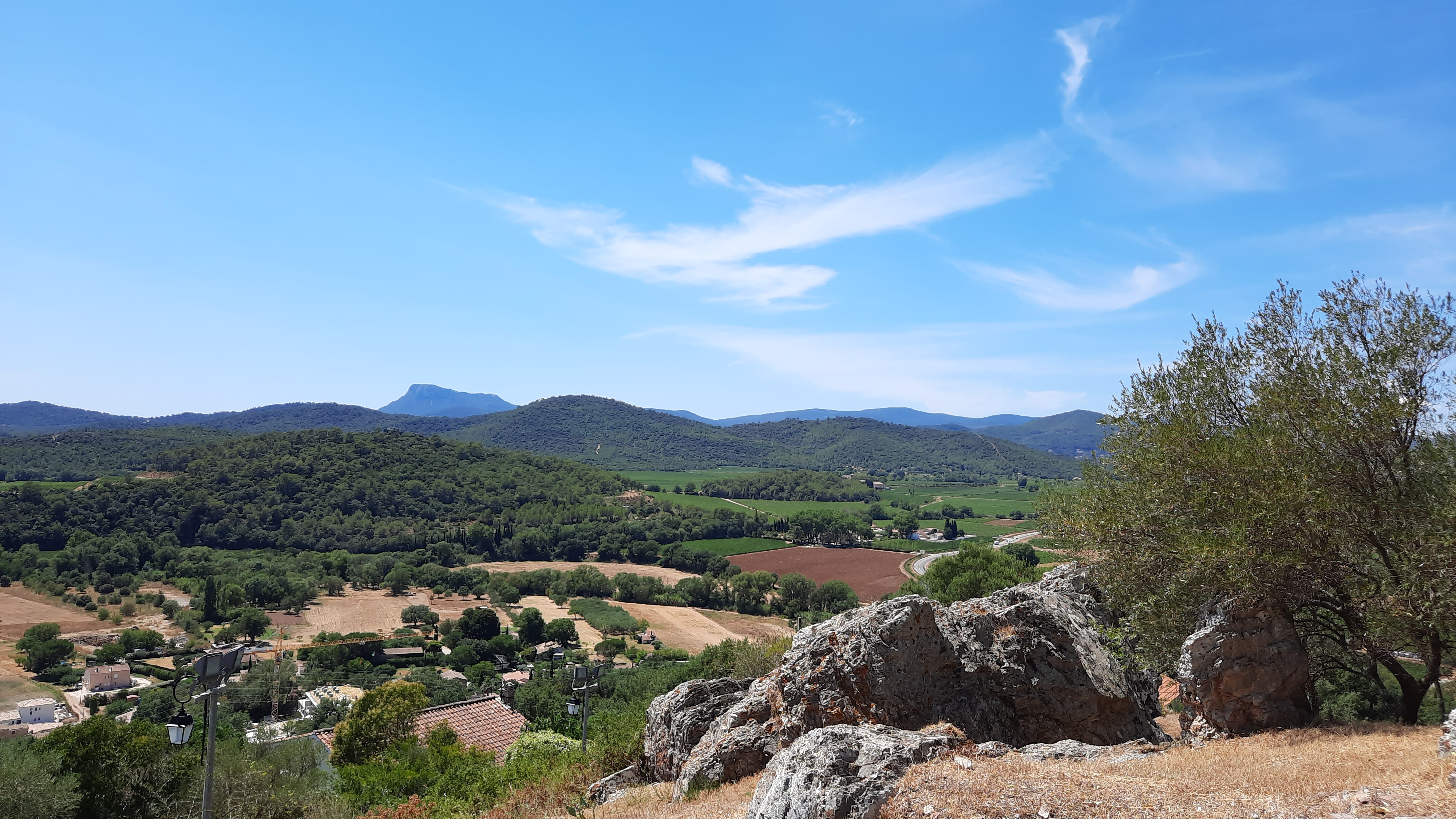
Paysages varois depuis le site de Sainte-Croix.

### Sismicité
Commune située dans une zone de sismicité faible.

### Hydrographie et les eaux souterraines

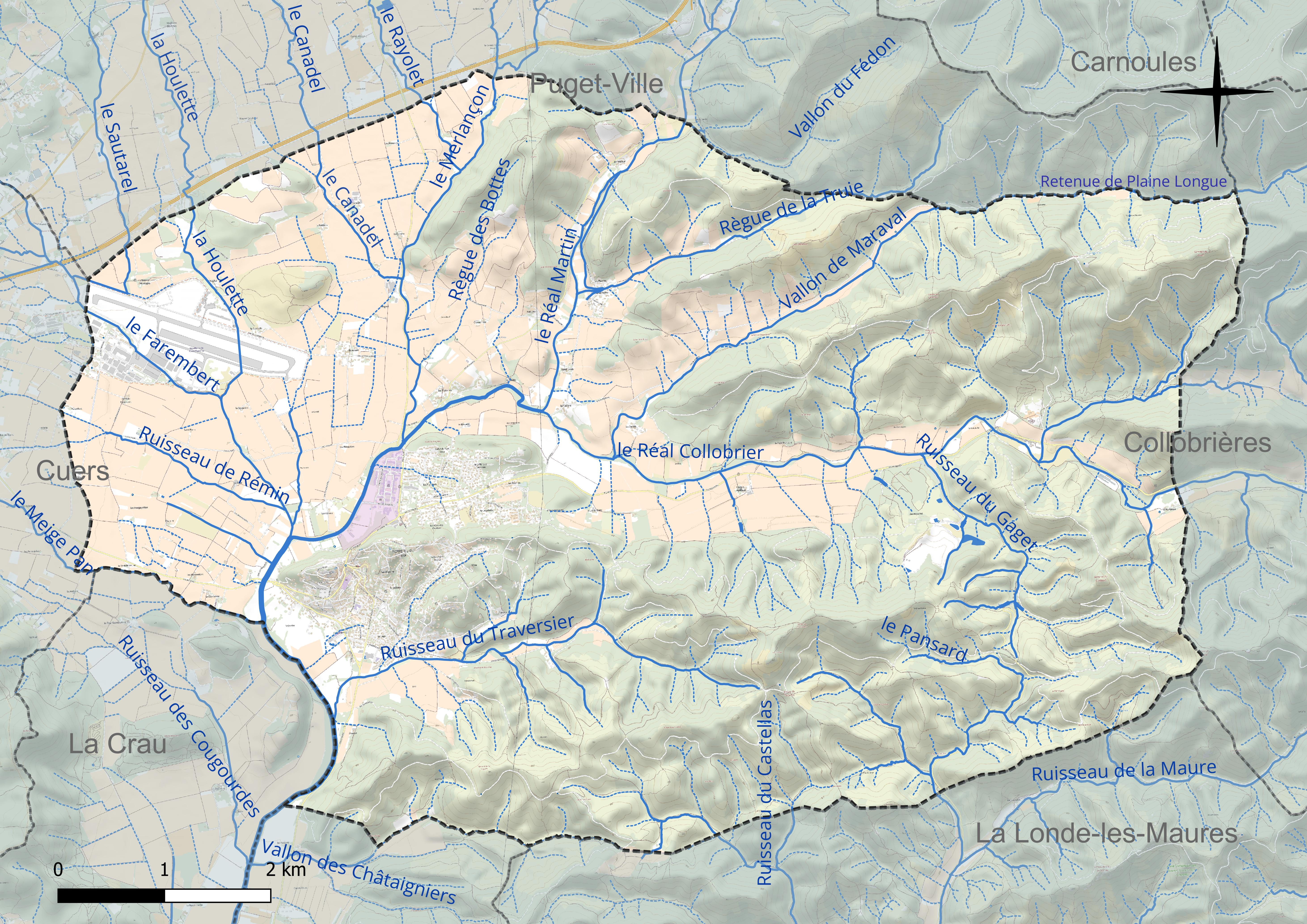
Réseau hydrographique de Pierrefeu-du-Var.

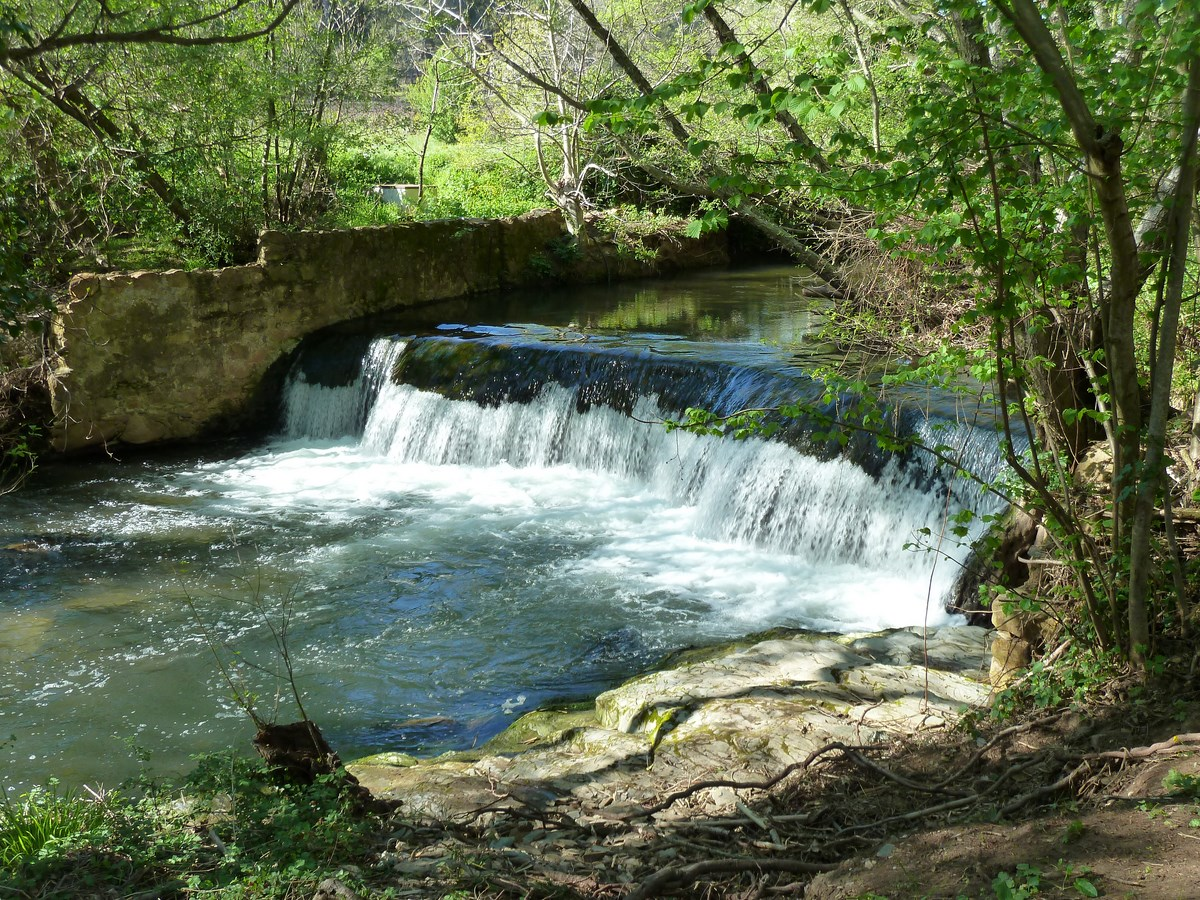
Rivière le Réal Martin à la Portanière.

Cours d'eau sur la commune ou à son aval :
- La commune est arrosée par le Réal Martin, et ses affluents, le Meige Pan, le Farembert, le Merlançon (Réal Martin), le Traversier, le Vallon Loubier et le Réal Collobrier, eux-mêmes respectivement affluent et sous-affluents du Gapeau.

Du fait de la présence de nombreux cours d'eau, et de la topographie particulière de la commune, notamment dans la plaine, les inondations ont justifié l'intégration de la commune dans les programmes d’actions de prévention des inondations (PAPI), du fait que bon nombre d'accès avaient parfois été coupés, rendant difficile d'atteinte l'agglomération de Pierrefeu, ainsi que la circulation entre quartiers.

### Climat
Pour des articles plus généraux, voir Climat de Provence-Alpes-Côte d'Azur et Climat du Var.
En 2010, le climat de la commune est de type climat méditerranéen franc, selon une étude du Centre national de la recherche scientifique s'appuyant sur une série de données couvrant la période 1971-2000. En 2020, Météo-France publie une typologie des climats de la France métropolitaine dans laquelle la commune est exposée à un climat méditerranéen et est dans la région climatique  Var, Alpes-Maritimes, caractérisée par une pluviométrie abondante en automne et en hiver (250 à 300 mm en automne), un très bon ensoleillement en été (fraction d’insolation > 75 %), un hiver doux (8 °C) et peu de brouillards.
Pour la période 1971-2000, la température annuelle moyenne est de 14,7 °C, avec une amplitude thermique annuelle de 15,2 °C. Le cumul annuel moyen de précipitations est de 817 mm, avec 6,7 jours de précipitations en janvier et 1,5 jours en juillet. Pour la période 1991-2020, la température moyenne annuelle observée sur la station météorologique de Météo-France la plus proche, « Cuers », sur la commune de Cuers à 6 km à vol d'oiseau, est de 15,5 °C et le cumul annuel moyen de précipitations est de 778,9 mm. 
La température maximale relevée sur cette station est de 41,3 °C, atteinte le 5 août 2017 ; la température minimale est de −9,3 °C, atteinte le 11 février 2012,,.
| Mois                                  | jan.          | fév.          | mars          | avril         | mai           | juin         | jui.          | août          | sep.          | oct.          | nov.            | déc.          | année     |
| ------------------------------------- | ------------- | ------------- | ------------- | ------------- | ------------- | ------------ | ------------- | ------------- | ------------- | ------------- | --------------- | ------------- | --------- |
| Température minimale moyenne (°C)     | 2             | 2,1           | 4,3           | 7,1           | 10,8          | 14,1         | 16,4          | 16,1          | 13,1          | 10,2          | 6,1             | 2,9           | 8,8       |
| Température moyenne (°C)              | 7,9           | 8,3           | 10,9          | 13,8          | 17,7          | 21,7         | 24,4          | 24,2          | 20,4          | 16,5          | 11,7            | 8,6           | 15,5      |
| Température maximale moyenne (°C)     | 13,7          | 14,5          | 17,5          | 20,5          | 24,5          | 29,3         | 32,4          | 32,3          | 27,6          | 22,8          | 17,4            | 14,3          | 22,2      |
| Record de froid (°C) date du record   | −9,1 07.01.02 | −9,3 11.02.12 | −9,3 02.03.05 | −4,4 08.04.21 | 1,3 07.05.19  | 5,5 04.06.06 | 7,9 17.07.00  | 7,2 23.08.07  | 3,1 21.09.17  | −1,4 22.10.07 | −8,8 23.11.1998 | −9,1 20.12.01 | −9,3 2012 |
| Record de chaleur (°C) date du record | 23,3 10.01.15 | 25,1 03.02.20 | 28,4 21.03.02 | 27,9 23.04.09 | 35,1 12.05.12 | 39 27.06.19  | 39,8 20.07.23 | 41,3 05.08.17 | 35,9 05.09.16 | 31,1 28.10.06 | 27,9 14.11.23   | 23,1 30.12.21 | 41,3 2017 |
| Précipitations (mm)                   | 73,4          | 54,8          | 57,4          | 57,1          | 56,7          | 33,5         | 15,6          | 19,3          | 76,6          | 105,5         | 141,4           | 87,6          | 778,9     |

| Diagramme climatique                                  |             |             |             |              |              |              |              |              |               |              |             |
| J                                                     | F           | M           | A           | M            | J            | J            | A            | S            | O             | N            | D           |
| 13,7273,4                                             | 14,52,154,8 | 17,54,357,4 | 20,57,157,1 | 24,510,856,7 | 29,314,133,5 | 32,416,415,6 | 32,316,119,3 | 27,613,176,6 | 22,810,2105,5 | 17,46,1141,4 | 14,32,987,6 |
| Moyennes : • Temp. maxi et mini °C • Précipitation mm |             |             |             |              |              |              |              |              |               |              |             |

Les paramètres climatiques de la commune ont été estimés pour le milieu du siècle (2041-2070) selon différents scénarios d'émission de gaz à effet de serre à partir des nouvelles projections climatiques de référence DRIAS-2020. Ils sont consultables sur un site dédié publié par Météo-France en novembre 2022.

## Urbanisme

### Typologie
Au 1er janvier 2024, Pierrefeu-du-Var est catégorisée petite ville, selon la nouvelle grille communale de densité à sept niveaux définie par l'Insee en 2022.
Elle appartient à l'unité urbaine de Pierrefeu-du-Var, une unité urbaine monocommunale constituant une ville isolée,. Par ailleurs la commune fait partie de l'aire d'attraction de Toulon, dont elle est une commune de la couronne,. Cette aire, qui regroupe 35 communes, est catégorisée dans les aires de 200 000 à moins de 700 000 habitants,.

### Occupation des sols
Le tableau ci-dessous présente l'occupation des sols détaillée de la commune en 2018, telle qu'elle ressort de la base de données européenne d’occupation biophysique des sols Corine Land Cover (CLC).

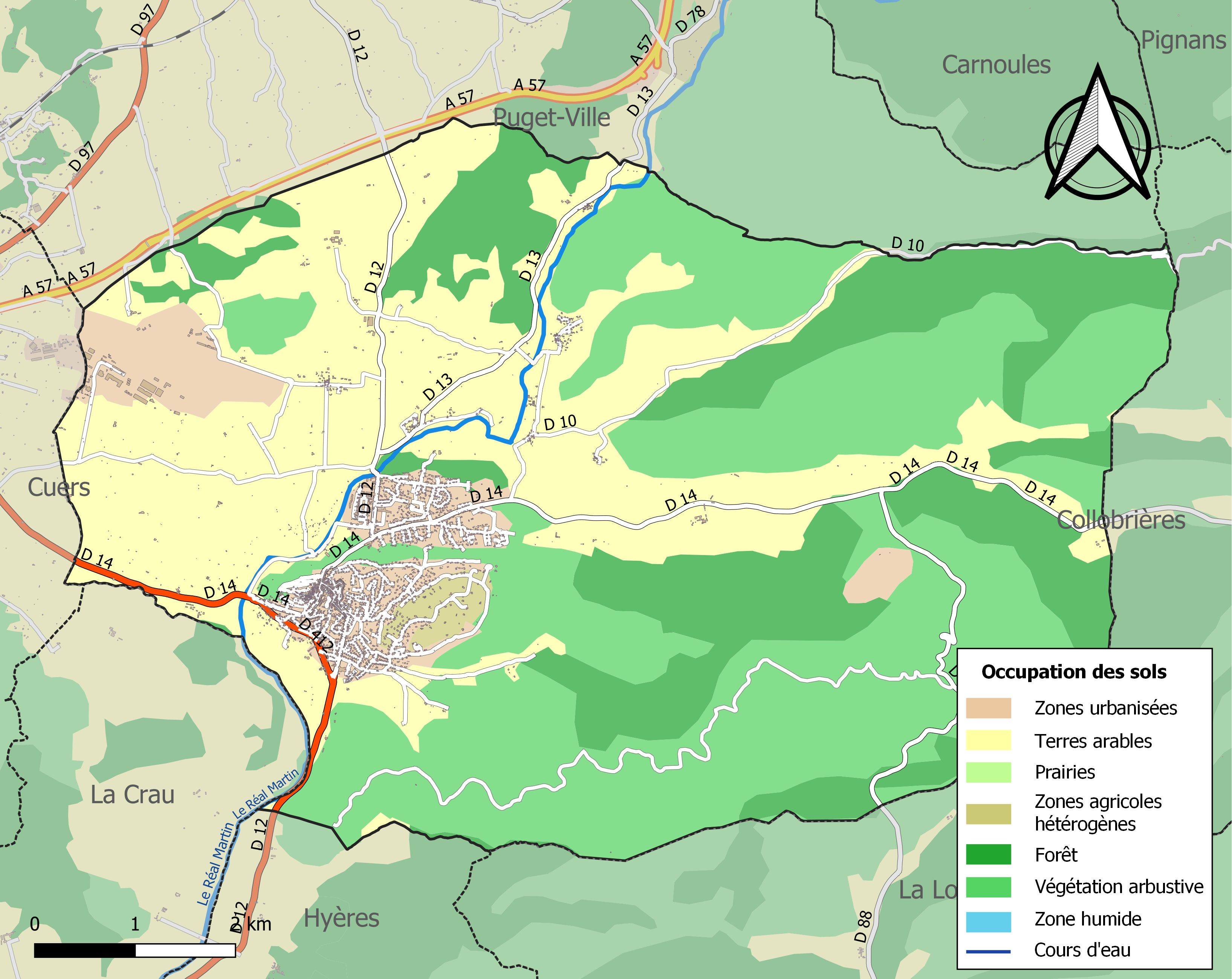
Carte des infrastructures et de l'occupation des sols de la commune en 2018 (CLC).

| Type d’occupation                                              | Pourcentage | Superficie (en hectares) |
| -------------------------------------------------------------- | ----------- | ------------------------ |
| Tissu urbain discontinu                                        | 3,8 %       | 222                      |
| Zones industrielles ou commerciales et installations publiques | 0,4 %       | 25                       |
| Aéroports                                                      | 2,4 %       | 144                      |
| Décharges                                                      | 0,4 %       | 25                       |
| Vignobles                                                      | 33,1 %      | 1950                     |
| Vergers et petits fruits                                       | 0,02 %      | 1                        |
| Systèmes culturaux et parcellaires complexes                   | 0,9 %       | 51                       |
| Forêts de feuillus                                             | 16,1 %      | 947                      |
| Forêts de conifères                                            | 0,4 %       | 26                       |
| Forêts mélangées                                               | 3,9 %       | 228                      |
| Végétation sclérophylle                                        | 38,6 %      | 2279                     |
| Source : Corine Land Cover                                     |             |                          |

### Lieux-dits et écarts
- Hameau de Bauvais, dans la plaine, à proximité de l'aérodrome
- Hameaux les Platanes et les Vidaux[21], route de Pignans [RD 13]
- Hameaux la Portanière[22],[23] et les Rouves, dans le vallon de Sauvecanne ; Saint-Jean[24], la Tuilière[25], les Davids[26], la Bastide des Cogolins, dans le vallon de Maraval.

Autres lieux-dits :
- les Plantiers
- la Joselette
- la Joliette
- Saint-Michel
- Belle-Lame
- la Sarreiris
- le Logis
- le Gré
- Jean Court
- Beaussenas
- le Chaumadou
- l'Issemble
- le Pas du Cerf
- le Pas de Garenne
- le Pont de Fer
- Sigou
- Saint-René
- le Barry
- Sainte-Croix

### Voies de communications et transports

#### Réseau routier
La commune est traversée par les routes départementales 12 (Brignoles - Hyères), 13 (Pierrefeu - Riez), 14 (Cuers - Grimaud), 88 (Pierrefeu - La Londe) et 412 (liaison D12-D14, à l'origine portion de la route de Cuers à Hyères). L'autoroute A57 borde la commune au nord, la séparant de Puget-Ville, mais aucun échangeur n'est présent sur la commune, le plus proche étant celui de Cuers-Nord, à 6 kilomètres à l'ouest. La commune possède aussi quelques routes vicinales entretenues permettant soit l'accès à la foret domaniale des Maures, soit aux villages ou hameaux entourant l'agglomération principale de Pierrefeu (le chemin du Plan relie les quartiers nord de Pierrefeu à Cuers, le chemin de Maraval relie Pierrefeu à Notre-Dame des Anges, le chemin de Clouachière les hameaux du vallon de Sauvecanne à Puget-Ville, et le chemin des Hameaux, ces mêmes hameaux à Pierrefeu, par exemple, les chemins de Beaussenas, Belle-Lame, Chaumadou, l'Issemble et Maraval quant à eux permettent l'accès au massif des Maures et sont également des pistes DFCI).

#### Réseau ferroviaire
- La commune est desservie par la gare TER Cuers-Pierrefeu, située à 5 kilomètres du centre-ville, en bordure de l'agglomération de Cuers.
- Gare de Toulon.
- Gare de Marseille-Saint-Charles,
- Gare de Nice-Ville,

#### Transports aériens

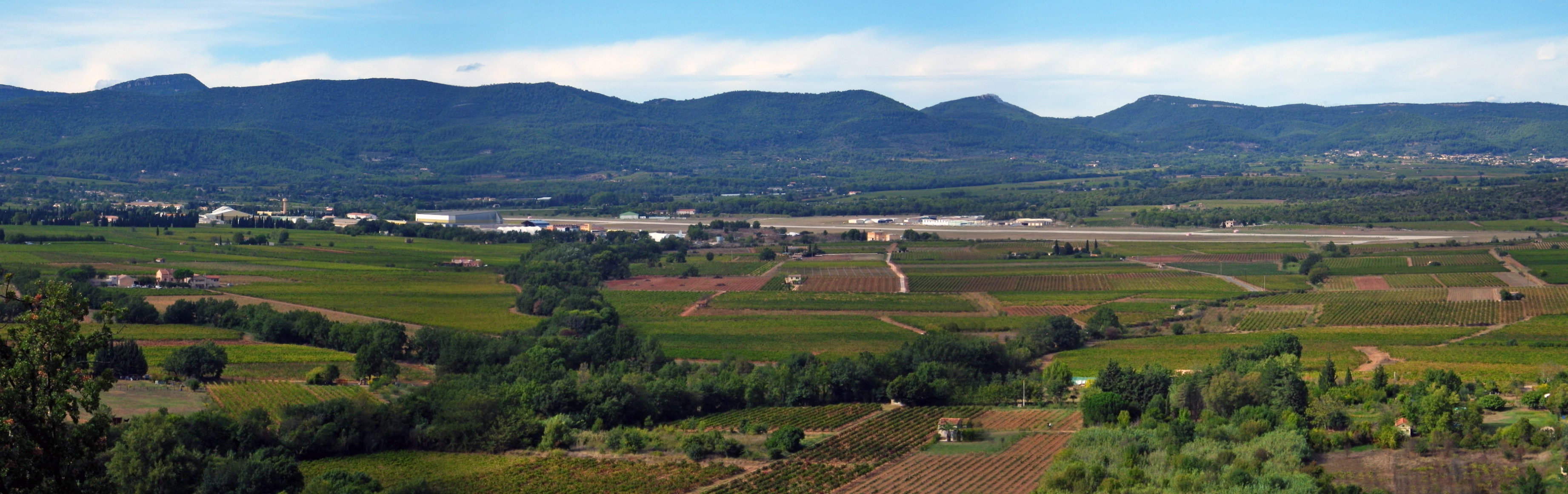
Aérodrome Cuers/Pierrefeu.

Les aéroports les plus proches sont :
- Aérodrome de Cuers-Pierrefeu.
- Aéroport de Toulon-Hyères
- Aéroport de Marseille Provence
- Aéroport de Nice-Côte d'Azur

#### Ports
- Ports en Provence-Alpes-Côte d'Azur :
  - Rade de Toulon,
  - Port Lympia (port de Nice),
  - Port de Marseille,
  - Port Hercule (Port de Monaco).

#### Transports en commun
Transport en Provence-Alpes-Côte d'Azur :
- Commune desservie par le réseau régional de transports en commun Zou ! (ex Varlib). Les collectivités territoriales ont en effet mis en œuvre un « service de transports à la demande » (TAD), réseau régional Zou ![27] (lignes 5831, 8803, 8810, 8820, 8823 et 8835).
- Le Réseau Mistral de l'agglomération Toulon Provence Méditerranée est également proche, l'arrêt de ligne régulière le plus près est à 9 kilomètres environ, sur la commune de La Crau (arrêt La Venne, ligne 49) et l'arrêt scolaire le plus proche est à 6 kilomètres environ (arrêt Mairie de Sauvebonne, ligne scolaire)

## Histoire

### Antiquité et Moyen Âge
Ancien village médiéval, dont les premières apparitions dans les écrits remontent au XIe siècle. Petrafoci, Petrafog, Rochafog et enfin Pierrefeu-du-Var, tels sont les noms de la commune, au fil du temps. A appartenu à différentes seigneuries et comtés, avant d'être érigé en marquisat (XVIIe siècle). Le nom viendrait des « pierres à feu » ou bien encore de focus, dans le sens de foyers ou familles dits feux, au recensement des "feux" de 1471 alors au nombre de 69. On ne trouve pas de silex dans les Maures, mais des quartzites en abondance, roches blanches qui choquées l'une contre l'autre, donnent une étincelle, donc un effet de pierre à feu, d'où vraisemblablement le nom de la commune.
La plus haute Antiquité a laissé des traces sur son territoire où l'on peut encore voir des vestiges de plusieurs enceintes protohistoriques : le Castellas (342 m), le Peyrol (431 m), les Quatre Termes (415 m), devenu plus tard un prieuré bénédictin et enfin les David. Une occupation des IIe – Ier siècle av. J.-C. est documentée à la Sermette, puis au Jas de la Cappe au IVe siècle. Il semble que le territoire de Pierrefeu s'étendait sur le site de la colline du Peigros, colline qui culmine à 244 m, située au nord de la colline de Sainte-Croix. Des vestiges d'occupation ont été trouvés dans la plaine au lieu-dit Chapelle Sainte-Anne, entre les villes actuelles de Cuers et de Pierrefeu. C'est à la suite des guerres de religion qui ont dévasté le village que celui-ci s'installe sur la colline de Sainte Croix.
Historiquement, les premières origines de la commune datent du XIe siècle, "Petrafoc", dont les terres appartenaient à la seigneurie des vicomtes de Marseille. Aycard de Pierrefeu fut chevalier et seigneur de Petra Fora. Le 31 janvier 1315, il était dit seigneur, en partie, de Petra Fora. Jusqu'à la Révolution, la seigneurie ou terre de Pierrefeu a été la propriété de diverses familles, nobles ou non, de Provence. Parfois, plusieurs se la partagèrent simultanément. La terre de Pierrefeu fut érigée en marquisat par lettres patentes de novembre 1682, enregistrées à Aix le 1er décembre 1682 (et à la Chambre des comptes de Montpellier ?), en faveur de Pierre Dedons, conseiller au Parlement.

### XIXesiècle
En 1859, les héritiers et descendants des dernières familles seigneuriales, intentaient un procès contre la population de la commune de Pïerrefeu. En effet, ils se présentaient être « reconnus propriétaires exclusifs des terres, gastes, labours, vignes et oliviers, bois, essences de sapins, chênes lièges, chênes blancs, châtaigniers… ». Les demandeurs se voyaient déboutés et condamnés aux dépens par décision du tribunal civil de Toulon en date du 2 avril 1859, décision confirmée en appel, le 9 août 1862, par un arrêt de la cour impériale d'Aix.
Enfin, on cite l'existence du Sauvage de Pierrefeu, qui vécut six ans dans la forêt, en se nourrissant de plantes.

### Depuis 1900
Durant le XXe siècle, Pierrefeu est affectée par les deux guerres mondiales, et accueille l'aérodrome civil et militaire (où sera basé le dirigeable Dixmude en 1921), puis le centre psychothérapique qui a fait la renommée du village dans les alentours.

### Les cours d'amour à Pierrefeu
Dans bien des châteaux de Provence, de l'an 1150 à l'an 1200, les grandes dames et les troubadours se réunissaient pour rendre des arrêts sur les questions brûlantes de l'amour. Un véritable code d'amour fut élaboré, dont les règles, parvenues jusqu'à nous, étaient pleines de finesse, de psychologie, de malice aussi. Le château de Pierrefeu garde le souvenir de deux de ces dames qui animèrent sa Cour d'amour : Rostangue dame de Pierrefeu, Mabille de Fos dame d'Hyères. On peut y ajouter Bertrane dame de Signes.

## Blasonnement
| Blason de Pierrefeu-du-Var | Blason  | De gueules au rocher d'argent enflammé d'or et accompagné en chef (aux flancs) des lettres capitales P et F du même. |
| Blason de Pierrefeu-du-Var | Détails | Armes parlantes. Le statut officiel du blason reste à déterminer.                                                    |

## Politique et administration
En 2010, la commune de Pierrefeu-du-Var a obtenu le label « Ville Internet @@ ».

### Intercommunalité
Commune membre de la Communauté de communes Méditerranée Porte des Maures.

### Budget et fiscalité 2020
En 2020, le budget de la commune était constitué ainsi :
- total des produits de fonctionnement : 9 205 000 €, soit 1 457 € par habitant ;
- total des charges de fonctionnement : 8 274 000 €, soit 1 346 € par habitant ;
- total des ressources d'investissement : 2 331 000 €, soit 379 € par habitant ;
- total des emplois d'investissement : 2 661 000 €, soit 433 € par habitant ;
- endettement : 5 149 000 €, soit 837 € par habitant.

Avec les taux de fiscalité suivants :
- taxe d'habitation : 10,80 % ;
- taxe foncière sur les propriétés bâties : 22,38 % ;
- taxe foncière sur les propriétés non bâties : 88,95 % ;
- taxe additionnelle à la taxe foncière sur les propriétés non bâties : 0,00 % ;
- cotisation foncière des entreprises : 0,00 %.

Chiffres clés Revenus et pauvreté des ménages en 2018 : médiane en 2018 du revenu disponible, par unité de consommation : 23 750 €.

### Jumelages
La ville de Pierrefeu-du-Var ne possède aucun jumelage avec d'autre ville.

### Politique environnementale
Pierrefeu-du-Var dispose d'une station d'épuration d'une capacité de 9000 équivalent-habitants.

### Services publics
Depuis le 15 mai 2007, la commune accueille la gendarmerie nationale (transfert des unités de Cuers et de Carnoules). La compétence territoriale s'étend sur les communes de Pierrefeu du Var, Cuers, Carnoules, Collobrieres, Puget-ville. Un nouveau casernement est implanté. Particularité du hall d'accueil de l'unité, elle présente une collection consacrée à la protection du patrimoine et à l'histoire de la gendarmerie (uniformes, documents, matériels, etc.) ayant pour thème « de la maréchaussée, à la gendarmerie », Elle est issue des collections de l ACSPMG (Association des Collectionneurs pour la Sauvegarde du Patrimoine de la Maréchaussée à la Gendarmerie, présidée par Nicolas MOULIN, conservateur des collections.L'inauguration officielle de l'unité s'est effectuée le 13 septembre 2007.

## Population et société

### Démographie

#### Évolution démographique
L'évolution du nombre d'habitants est connue à travers les recensements de la population effectués dans la commune depuis 1793. Pour les communes de moins de 10 000 habitants, une enquête de recensement portant sur toute la population est réalisée tous les cinq ans, les populations de référence des années intermédiaires étant quant à elles estimées par interpolation ou extrapolation. Pour la commune, le premier recensement exhaustif entrant dans le cadre du nouveau dispositif a été réalisé en 2007.

En 2022, la commune comptait 6 084 habitants, en évolution de +0,4 % par rapport à 2016 (Var : +4,98 %, France hors Mayotte : +2,11 %).
| 1793 | 1800 | 1806  | 1821  | 1831  | 1836  | 1841  | 1846  | 1851  |
| ---- | ---- | ----- | ----- | ----- | ----- | ----- | ----- | ----- |
| 851  | 894  | 1 023 | 1 155 | 1 693 | 1 298 | 1 445 | 1 531 | 1 529 |

| 1856  | 1861  | 1866  | 1872  | 1876  | 1881  | 1886  | 1891  | 1896  |
| ----- | ----- | ----- | ----- | ----- | ----- | ----- | ----- | ----- |
| 1 522 | 1 693 | 1 863 | 1 836 | 1 887 | 1 736 | 1 864 | 2 267 | 2 374 |

| 1901  | 1906  | 1911  | 1921  | 1926  | 1931  | 1936  | 1946  | 1954  |
| ----- | ----- | ----- | ----- | ----- | ----- | ----- | ----- | ----- |
| 2 865 | 2 966 | 2 793 | 3 092 | 3 401 | 3 443 | 3 291 | 3 053 | 3 510 |

| 1962  | 1968  | 1975  | 1982  | 1990  | 1999  | 2006  | 2007  | 2012  |
| ----- | ----- | ----- | ----- | ----- | ----- | ----- | ----- | ----- |
| 3 767 | 3 951 | 3 872 | 3 983 | 4 040 | 4 348 | 5 010 | 5 084 | 5 867 |

| 2017  | 2022  | - | - | - | - | - | - | - |
| ----- | ----- | - | - | - | - | - | - | - |
| 6 045 | 6 084 | - | - | - | - | - | - | - |

### Enseignement
Établissements d'enseignements :
- Pierrefeu fait partie de l'académie de Nice. Les élèves commencent leurs études à l'école maternelle de la commune (195 enfants)[48], puis à l'école primaire Anatole-France (167 enfants)[49],[50],
- Collèges à La Crau, Cuers,
- Lycées à Cuers, Hyères, Toulon.

### Santé
Professionnels et établissements de santé :
- médecins ;
- pharmacies ;
- hôpitaux à Pierrefeu-du-Var, La Farlède, Hyères, centre hospitalier intercommunal Toulon-La Seyne-sur-Mer, centre hospitalier Henri-Guérin[52] ;
- hôpital psychiatrique départemental[53] ;
- maison dite Ancien Hôpital[54].

### Cultes
- La paroisse catholique de Pierrefeu du Var dépend du diocèse de Fréjus-Toulon[55].
- Les membres de l'Église réformée de France n'ont pas de temple sur la commune, le plus proche se trouvant à Hyères.

## Économie

### Agriculture
- Rattrapée par l'urbanisation ces dernières années, la ville est un important centre de production agricole, grâce à sa superficie viticole. La commune de Pierrefeu du Var fait partie de la zone de production des Côtes-de-provence, ainsi que de celle de l'Huile d'olive de Provence AOC[56].
- Ferme dite Domaine de Saint-Marc[57].
- Ferme dite Bastide des Pellegrins[58].
- Cabane dite le Château[23].
- Fermes[59].
- Maison du domaine de la Gordonne et sa cloche de 1654[60].

### Industrie
Le liège a généré une véritable industrie à Pierrefeu, une nouvelle corporation de métiers et il a inspiré des créateurs en tout genre : poètes, sculpteurs ou encore écrivains. La Bouchonnerie fut créée en 1899. Elle produisait annuellement, entre 1915-1920, 200 millions de bouchons mais également des produits en liège manufacturé. Elle occupait de 150 à 200 ouvrières et ouvriers. Les lièges provenaient la région mais aussi d'Algérie, puis du Portugal. En 1968, l'usine sombre dans une profonde crise et la fabrication s'arrête en 1971. Le liège doit subir de nombreuses opérations (bouillage, planchage…) et passer par de nombreuses machines (tireuse, tubeuse, tourneuse…), avant de devenir bouchon.

### Tourisme
- Hôtel Logis de France[62].
- Chambres d'hôtes[63].
- École primaire dite Gîte d'étape de La Portanière[64].

#### Commerces et services
- Poste[65].
- Commerces de proximité à Pierrefeu-du-Var[66], Cuers, Puget-Ville, Solliès-Pont.

## Culture locale et patrimoine

### Patrimoine religieux
Centre-ville

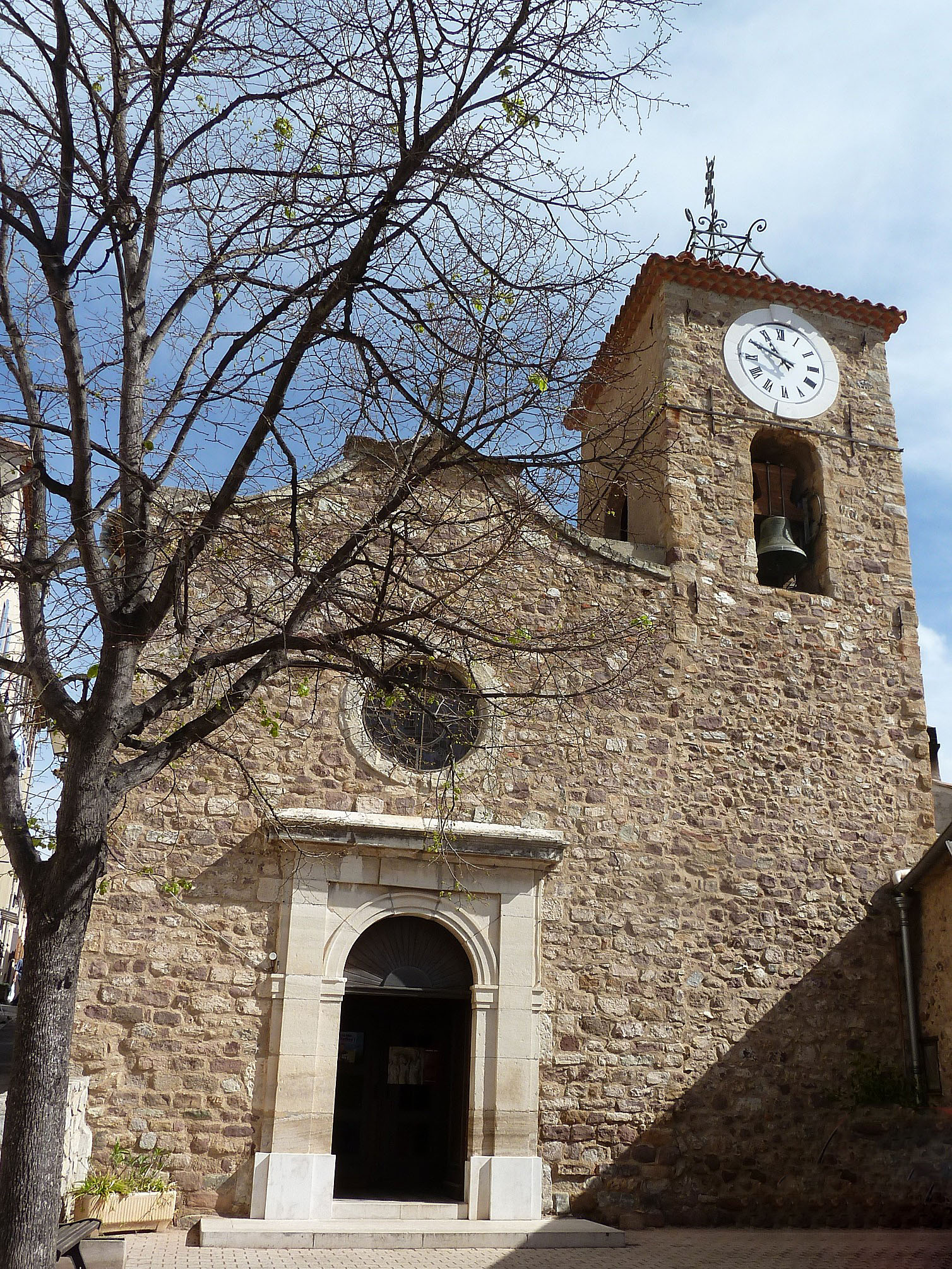
L'église Saint-Jacques-le-Majeur.

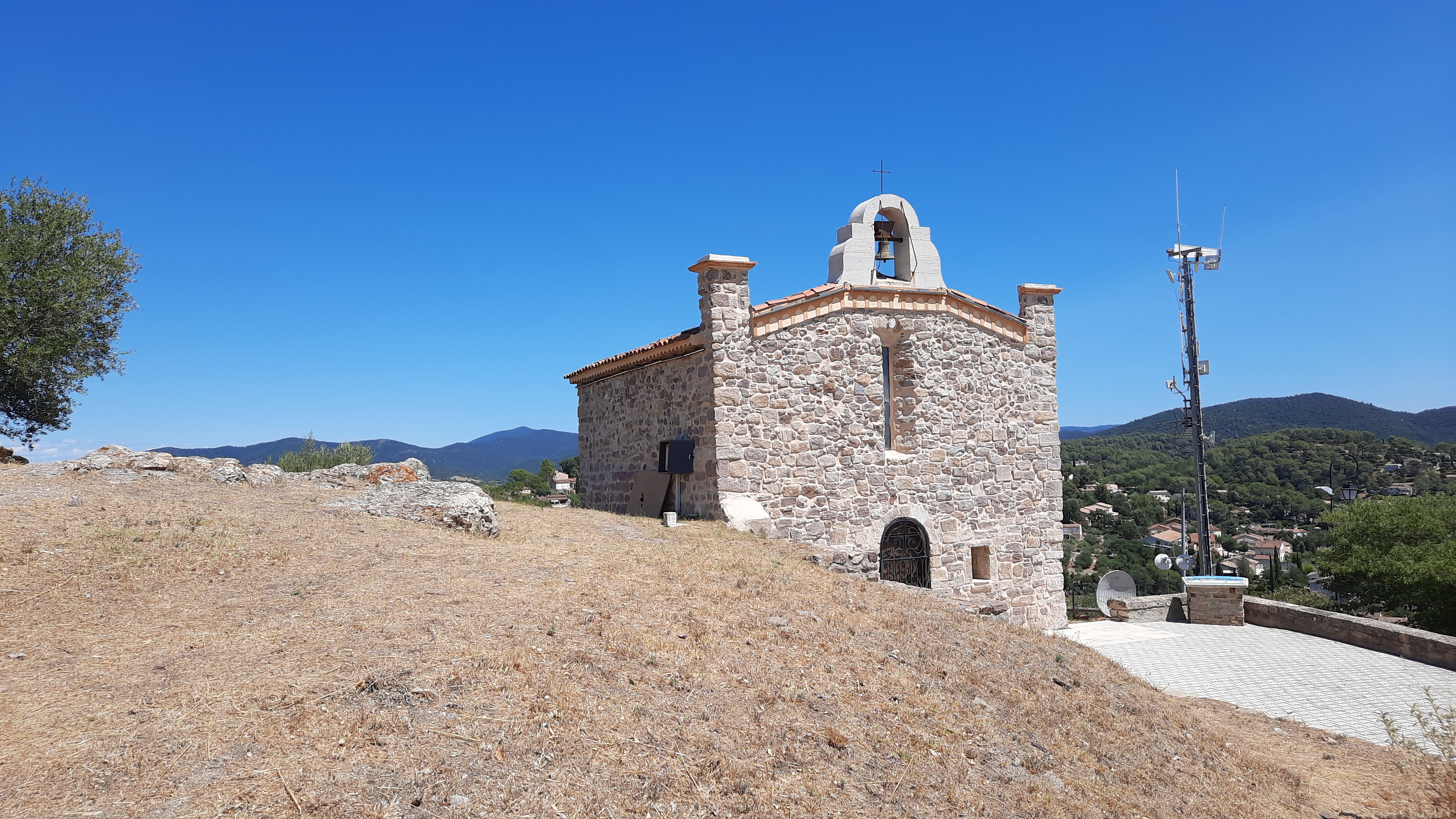
La chapelle Sainte-Croix en 2021.

- Église paroisse Saint-Jacques-le-Majeur (XVIIe siècle)[67], restaurée aux XVIIIe et XIXe siècles : clocher carré à campanile et cloche de 1655[68]. Les visiteurs pourront y voir de très belles et anciennes statues en pierre ou carton-pierre dorées à la feuille, des ex-voto provenant de la chapelle Sainte-Croix ainsi que l'orgue reconstruit à partir d’éléments provenant essentiellement de celui du monastère de Saint-Paul de Vence, dont les sœurs souhaitaient se séparer[69].
- Chapelle Sainte-Croix (XIe siècle)[70], ancienne chapelle seigneuriale : ex-voto du XVIIIe siècle, deux torchères et bois sculpté du XVIIe siècle.
- Chapelle de Pénitents Gris Saint-Jacques le Majeur[71].
- Chapelle du Centre hospitalier Henri Guérin[72], sur le site de l'Observatoire du patrimoine religieux.
- Croix commémorant une mission des capucins, située du début de l'avenue du 8 mai 1945.
- Croix monumentale (croix de mission)[73],[74].

Lieux-dits et écarts
- Église Saint-Jean (Xe siècle), située au hameau du même nom.

### Monuments commémoratifs

Mémorial Dixmude, érigé en 1927 sur la place Jean Jaurès.

- Monument à des unités militaires - Aux Marins[75].
- Monument aux morts dit monument de l'aviation[76].
- Monument aux morts[77].
- Monument au mort du Dixmude (1923)[78],[79].
- Monument aux morts de la Guerre de 1914-1918[80],[81].
- Plaque commémorative[82] de la guerre de 1914-1918.

### Patrimoine civil
- Ruines du château médiéval.
- Château place du 15e Corps[83].
- Château lieu-dit Sainte-Croix[84].
- Ancienne usine à bouchons, devient patrimoine communal, se nomme aujourd'hui "Espace Bouchonnerie" et abrite la salle Malraux et la salle des Tonneaux.
- Fontaines (Le Patti, place Wilson, square Duplessis-de Grenedan, rue Général-Sarrail, Saint-René, place Gambetta)[85],[86],[87],[88] et lavoirs[89],[90].
- Le Bon Puits[91],[92].
- Ancien moulin à huile[93].
- Pont vieux[94].
- Pont de Cuers[95].
- Le trompe-l’œil[96].

## Personnalités liées à la commune
- Abbé Léon Spariat, majoral du Félibrige, curé de Pierrefeu de 1923 à 1934.
- Martien Louis Terras (1841-1903)[97] a créé des hybrides de la vigne à Pierrefeu-du-Var, vers 1880-1890. Son Alicante Terras no 20, noir, a été planté dans toute la France, dès avant la Première Guerre mondiale[98].